# Villa La Rivera
Villa La Rivera es una localidad argentina ubicada en el Departamento Calamuchita de la Provincia de Córdoba. Se encuentra a orillas del río Quillinzo, a 1 km de su desembocadura sobre el embalse Río Tercero, y su principal vía de acceso es la ruta provincial 23. Depende administrativamente de Villa Quillinzo, de la cual dista 4 km al sur.

## Población
Cuenta con 6 habitantes (Indec, 2010), lo que representa un descenso del 72 % frente a los 22 habitantes (Indec, 2001) del censo anterior. La baja población se debe a que al tratarse una villa turística, solo incrementa su población en la época del verano.
| Gráfica de evolución demográfica de Villa La Rivera entre 1991 y 2010 |
|                                                                       |
| Fuente: Censos nacionales del INDEC                                   |